# Кодекс мовчання (фільм, 1989)
«Кодекс мовчання» (телеверсія називається «На темній стороні Місяця») — радянський художній фільм 1989 року, детектив режисера Зіновія Ройзмана. У телевізійному варіанті відомий під назвою «На темній стороні місяця» (4 серії). Знятий за мотивами повісті Георгія Вайнера і Леоніда Словіна «Шалене життя на темній стороні Місяця».
Пізніше було знято продовження фільму «Кодекс мовчання 2: Слід чорної риби».

## Сюжет
Дія фільму розгортається під час московської літньої Олімпіади 1980 року в місті Джизаку на батьківщині Шарафа Рашидова і в Ташкенті. Недалеко від Джизаку, в літньому кафе «Чіройлі» скоєно збройний напад на заступника начальника карного розшуку Джизакської області Андрія Пака. Разом з ним загинув і чоловік, з яким він зустрівся для розмови — Сабірджан Артиков. Розслідуючи цей напад, головний герой фільму — підполковник Тура Саматов позбавляється спочатку поста начальника обласного карного розшуку, а потім стає об'єктом стежень і шантажу з боку місцевої наркомафії, в яку входять директор ресторану, колишні співробітники правоохоронних органів, родичі високопоставлених осіб Узбецької РСР і безпосередній начальник Саматова — генерал-майор міліції Агзамов. Тура Саматов і його друг і колишній підлеглий Валентин Сілов — колишній оперативник, якого вигнали з органів — починають боротьбу з мафією, після того як дізнаються про корумпованість місцевої міліції.

## У ролях
- Мурад Раджабов —  підполковник Тура Саматович Саматов, начальник обласного карного розшуку  (озвучує Рудольф Панков)
- Олександр Фатюшин —  Валентин Сілов
- Ірина Шевчук —  Ніна (в телеверсії — Інна), дружина Тури Саматова
- Набі Рахімов —  генерал-майор міліції Хамід Агзамов  (озвучування Данило Нетребін)
- Ульмас Юсупов —  Равшан Гафуров, полковник міліції  (озвучування Олексій Булдаков)
- Бекзод Хамраєв —  Джамал Ахмедов
- Джавлон Хамраєв —  Халяф
- Ходжиакбар Нурматов —  Назраткулов
- Бекзод Мухаммадкарімов —  Алішер Гафуров
- Паул Буткевич —  Анатолій Миколайович Наріжняк, радник юстиції, слідчий з Москви  (озвучування Борис Хімічев)
- Меліс Абзалов —  Адил Вахідович Вахідов
- Шухрат Іргашев —  Шаміль
- Ато Мухамеджанов —  Хамідулла Насиров
- Назім Туляходжаєв —  Салім Камалов
- Фархад Хайдаров —  Уммат
- Л. Кім —  Андрій Пак, «Великий кореєць», капітан міліції, заступник Тури Саматова
- Бадал Нурмухамедов[uz] —  Тулкун Азімов
- Іног Адилов —  шофер машини ДАІ
- Рафік Юсупов —  напарник шофера
- Махмуд Тахірі —  Іноят-ходжа
- Отабек Бабаєв —  Улугбек, син Тури Саматова
- Джанік Файзієв —  Малік Рахімов
- Олександра Колкунова —  Світа
- Саїдмурад Зіяутдінов —  патологоанатом
- Ульмас Аліходжаєв —  Рахматулла-ака
- Тамара Шакірова —  епізод

## Знімальна група
- Режисер — Зиновій Ройзман
- Сценаристи — Георгій Вайнер, Зиновій Ройзман, Леонід Словін
- Оператор — Леонід Травицький
- Художник — Садир Зіямухамедов